# Род Стюарт
Род Стю́арт, повне ім'я Родерік Девід Стюарт (англ. Roderick David Stewart; нар. 10 січня 1945, Лондон, Велика Британія) — британський вокаліст, композитор, автор пісень, продюсер, один з найвідоміших речників британського року 1970-х років.

## Життєпис

### Ранні роки
Родерік Девід Стюарт народився 10 січня 1945 року на Арчвей-роуд, 507, Хайгейт, Північний Лондон, він був молодшим із п'яти дітей Роберта Джозефа Стюарта (26 грудня 1904—1990) та Елсі Ребеки Гілбарт (14 грудня 1905—1996). Його батько був шотландцем, що працював майстром-будівельником у Лейті, Едінбург, а Елсі була англійкою, яка виросла в Аппер-Холлоуеї на півночі Лондона. Одружившись у 1928 році, пара народила двох синів та двох дочок, живучи в Шотландії, а потім вони переїхали до Хайгейту.
Стюарт народився вдома під час Другої світової війни, він був на вісім років молодшим за свого найближчого за віком брата. Сім'я не була ні багатою, ні бідною; Роду догоджали як наймолодшій дитині, через що він згодом назвав своє дитинство «фантастично щасливим». Навчаючись у початковій школі Хайгейт, Род не вирізнявся успішністю і провалив іспит, отримавши бал одинадцять з плюсом. Потім він навчався у Середній сучасній школі Вільяма Грімшоу (пізніше школа Фортісмір), у Масвелл-Хілл. Надалі його батько пішов із будівельної галузі та купив магазин із продажу преси на Арчвей-роуд, а сім'я жила над ним поверхом вище. Головним захопленням Стюарта було залізничне моделювання.
Сім'я Стюартів переважно займалася футболом; батько Рода грав у місцевій аматорській команді, а також керував деякими командами. У дитинстві Род захоплювався такими шотландськими футболістами, як Джордж Янг і Гордон Сміт, фотографії яких висіли у нього на стіні. Він був найталановитішим футболістом у сім'ї та на той час вболівав за «Арсенал». Поєднуючи природний атлетизм із майже безрозсудною агресією, Род став капітаном шкільної футбольної команди і грав за «Мідлсекських Школярів» як центральний захисник.
Також сім'я Стюартів була великими шанувальниками співака Ела Джолсона та співала і виконувала його хіти. Род збирав платівки Джолсона та любив дивитися фільми за його участю та читати про нього книги, надалі виконавський стиль та поводження на публіці цього співака вплинули на нього у його музичній кар'єрі. Знайомство Рода з рок-н-ролом відбулося після того, як він почув хіт Літтл Річарда «The Girl Can't Help It» 1956 року і побачив концерт гурту «Bill Haley & His Comets». У січні 1959 року батько купив Роду гітару і першою піснею, яку він вивчив стала народна мелодія «It Takes a Worried Man to Sing a Worried Song», а першою платівкою, яку він придбав, була «C'mon Everyone» Едді Кокрана. 1960 року Род разом зі шкільними друзями приєднався до скіффл-гурту під назвою «Kool Kats», граючи хіти Лонні Донегана та Чеса Макдевіта.
У віці 15 років Род залишив школу і деякий час працював принтером на шовкографії. Підбурюваний батьком, він планував стати професійним футболістом. Влітку 1960 року Род намагався вступити у «Brentford F.C.», на той час футбольний клуб третього дивізіону. Спростовуючи деякі давні повідомлення, щодо своєї участі в клубі «Brentford F.C.», у власній автобіографії 2012 року Стюарт заявляв, що він ніколи не був зарахований до складу клубу і що звідти йому ніхто не передзвонював після здавання заліку. Надалі, розмірковуючи стосовно можливих варіантів кар'єри, Стюарт зробив висновок: «Щож, життя музиканта набагато простіше, до того ж я можу напитися і складати музику — чого б я не зміг робити, граючи у футбол. Я рвався до музики… Насправді це єдині дві речі, які я можу робити: грати у футбол і співати».
Його батьки поховані на східній стороні цвинтаря Хайгейт, на головній алеї, що простягається з півночі на південь, навпроти могили Малкольма Макларена.

### Музична кар'єра

#### 1961—1963: ранні виступи і «The Dimensions»
Стюарт працював у сімейному магазині та рознощиком газет. Потім він деякий час працював різноробом на цвинтарі Хайгейт, що надалі стало ще однією темою його біографічних переказів. Також Стюарт працював у похоронному бюро Норт-Фінчлі, монтажником парканів та автором вивісок. 1961 року він з гуртом «The Raiders» вирушив на Денмарк-стріт, де пройшов прослуховування з відомим продюсером Джо Міком, але Мік зупинив сесію через грубе звучання. На той час Стюарт почав слухати таких популярних британських та американських фолк-виконавців, як Юен Макколл, Алекс Кемпбелл, Вуді Гатрі, Ремблін Джек Еліотт та особливо Дерролл Адамс, а також дебютний альбом Боба Ділана.
Стюарта привертали погляди битників та лівої політики, через що деякий період він жив у плавучому будинку битників у Шорхем-бай-Сі. У той час він був активним прихильником Кампанії за ядерне роззброєння, приєднуючись до щорічних Олдермастонських маршів між 1961—1963 роками, також він брав участь у сидячих страйках на Трафальгарській площі та у Вайхоллі, у цій справі його тричі заарештовували. Стюарт також використовував марші як спосіб познайомитися та переспати з дівчатами. 1962 року у нього були перші серйозні стосунки з лондонською студенткою з факультету мистецтв Сюзанною Боффі (подругою майбутньої моделі та актриси Кріссі Шрімптон); через що він переїхав у нічліжку в Масвелл-Хілл, щоб бути поруч із нею. Сюзанна завагітніла, але ні Род, ні його сім'я не хотіли, щоб він одружився; дівчинку віддали на удочеріння, а їхні стосунки припинилися.
У 1962 році Стюарт потоваришував з фолк-співаком Віззом Джонсом, після чого вони почали виступати на Лестер-сквер та в інших місцях Лондона. Стюарт почав грати на модній тоді губній гармошці. Протягом наступних 18 місяців Джонс і Стюарт здійснили кілька поїздок до Брайтона, а потім до Парижа, де ночували під мостами через річку Сену, після чого вирушили до Барселони. Зрештою, це призвело до того, що 1963 року Стюарта заарештували та депортували з Іспанії за бродяжництво. Цього ж періоду Стюарт, навчаючись у школі Вільяма Грімшоу з трьома іншими її відвідувачами, на короткий час став учасником новоствореного гурту «Kinks», як вокаліст.
У 1963 році Стюарт почав вести спосіб життя модів, змінивши свій зовнішній вигляд та почав робити зачіску «колючий півник», яка стала його брендом (для створення зачіски він власноруч начісував волосся, а для її фіксації та збереження від вітрів станції метро Хайгейт, він використовував воду з цукром або велику кількість лаку для волосся його сестер). Розчарований рок-н-ролом, після того як він побачив виступи Отіса Реддінга, Стюарт почав слухати платівки Сема Кука й захопився ритм-енд-блюзом та соул-музикою.
Повернувшись до Лондона, у жовтні 1963 року Стюарт приєднався до ритм-н-блюзового гурту «The Dimensions» як гравець на губній гармошці та вокаліст за сумісництвом. Це була його перша професійна робота як музиканта, хоча Стюарт все ще жив удома і працював у магазині картин та рамок свого брата. Через кілька тижнів дещо авторитетніший співак з Бірмінгема Джиммі Павелл найняв гурт, і він став знаний як «Jimmy Powell & the Five Dimensions», куди Стюарт був переведений на губну гармошку. Гурт щотижня виступав у знаменитому клубі «Studio 51» на Грейт-Ньюпорт-стріт у Лондоні, де «The Rolling Stones» часто виступали хедлайнерами, — це була поява Стюарта на сцені «лондонського розквіту ритм-енд-блюзу», де він зміг частково покращити свою гру на губній гармошці, завдяки спостереженню за Міком Джаггером на сцені. Незабаром відносини між Павеллом і Стюартом розірвалися через розподіл ролей в гурті, після чого він залишив його. Попри популярну легенду, цього часу Стюарт не грав на губній гармошці у хіті Міллі Смолл «My Boy Lollipop» 1964 року. Існує версія, що це могли бути як Пітер Хогман з «Dimensions», так і Павелл. Павелл і справді цього періоду записав і випустив сингл, у чому Стюарт теж не брав участі.

#### 1964—1967: «Steampacket» і імідж «Рода-мода»
У січні 1964 року, на вокзалі Твікенхема де Стюарт чекав свого потягу після відвідування виступу Лонга Джона Болдрі та гурту «All Stars» на острові Іл Пай, Болдрі почув там, як він грає пісню «Smokestack Lightnin» на своїй губній гармошці, і запросив його за компанію посидіти з гуртом; коли Болдрі виявив, що Стюарт теж співак, він запропонував йому роботу за 35 фунтів стерлінгів на тиждень, після схвалення матері Стюарта цієї пропозиції. Кинувши свою основну роботу у віці дев'ятнадцяти років, Стюарт поступово подолав свою сором'язливість та хвилювання на сцені і став достатньо помітним учасником концертів, тому його іноді вказували під час афішування виступів як «Род-мод» Стюарт, це прізвисько він отримав через його денді-стиль у його манері одягатися та догляді за своєю зовнішністю. Болдрі рекламував здібності Стюарта в журналі «Melody Maker», а сам гурт щотижня проводив час у легендарному лондонському клубі «Marquee Club». У червні 1964 року відбувся дебют Стюарта у записі пісні «Up Above My Head» (без вказівки лейбла), яка була Б-стороною синглу «You'll Be Mine» Болдрі та «The Hoochie Coochie Men» (тодішня назва гурту «All-Stars»). Одночасно співпрацюючи з Болдрі Стюарт розпочав сольну кар'єру. Він зробив кілька демо-записів та привернув увагу представників лейблу «Decca Records» у клубі «Marquee», після чого у серпні 1964 року з ним був підписаний сольний контракт. Стюарт з'явився на кількох регіональних телешоу у різних частинах країни та записав свій перший сингл у вересні 1964 року.
Відхиливши матеріал, рекомендований «Decca» як надто комерційний, Стюарт наполіг на тому, щоб досвідчені сесійні музиканти, яких йому дали, включаючи Джона Пола Джонса, вивчили пару пісень Сонні Боя Вільямсона, які він тоді почув. Сингл «Good Morning Little Schoolgirl», що вийшов в результаті, записали і випустили у жовтні 1964 року; попри те, що Стюарт виконав пісню у популярному телешоу «Ready Steady Go!», вона не потрапила до чартів. Також у жовтні Стюарт покинув гурт «The Hoochie Coochie Men» після сварки з Болдрі.
Наприкінці 1964-го і на початку 1965 років Стюарт відіграв самостійно кілька концертів, іноді за підтримки ритм-енд-блюз-гурту з Саутгемптона «The Soul Agents». На той час «The Hoochie Coochie Men» розпалися і Болдрі та Стюарт залагодили між собою розбіжності (надалі вони стали друзями на все життя). Незабаром легендарний імпресаріо Джорджо Гомельскі зібрав гурт «Steampacket», до складу якого долучилися Болдрі, Стюарт, Браян Огер, Джулі Дрісколл, Рікі Міккі Воллер, Вік Бріггс і Рікі Фенсон; у липні 1965 року відбувся їхній перший виступ на підтримку «The Rolling Stones». Гурт був задуманий як ревю білого соулу, аналогічне ревю Айка та Тіни Тернер, з кількома вокалістами та стилями, від джазу до ритм-енд-блюзу та блюзу. Того літа «Steampacket» гастролювали зі «The Rolling Stones» та «The Walker Brothers», завершивши концертом у «London Palladium». Протягом гастролів Стюарт вперше зіткнувся з таким явищем, як «істерія натовпу», бачачи, як публіка реагує на виступ «The Rolling Stones». Стюарт, якого включили до складу гурту на прохання Болдрі, виконував більшу частину чоловічих вокальних партій. «Steampacket» не зміг потрапити до жодних студій для запису будь-якого матеріалу, тому що всі його учасники належали до різних лейблів та менеджерів, хоча Гомельскі записав одну з їхніх репетицій в «Marquee Club».
Образ Стюарта «Рода-мода» здобув ширшу популярність у листопаді 1965 року, коли він став героєм 30-хвилинного лондонського телевізійного документального фільму каналу «Rediffusion» під назвою «Великодень з Родом», в якому було показано сцену з модами. Його паралельні спроби сольної кар'єри продовжилися на лейблі «EMI Columbia» з випуском у листопаді 1965 року пісні «The Day Will Come», ретельно аранжованої «поп-спроби», і випуском у квітні 1966 року його версії пісні «Shake» Сема Кука з Браяном Огером Трініті. Обидва пісні зазнали невдачі з комерційної точки зору та не отримали позитивних відгуків. Стюарт провів більшу частину 1965—1966 років, слухаючи переважно Кука, пізніше він сказав: «Я взагалі нікому не підзвучував… але я знав, що звучу трохи як Сем Кук, тож я прослухав Сема Кука». Після цього Кук став кумиром Стюарта і справив на нього великий вплив, що він назвав «переходом через воду».
У березні 1966 року Стюарт залишив «Steampacket», при цьому він казав, що його звільнили, тоді як Браян Огер заявляв, що він пішов. Потім Стюарт приєднався до дещо схожого попередньому гурту «Shotgun Express» у травні 1966 року як головний вокаліст у парі з Беріл Марсден. Серед інших учасників були Мік Флітвуд та Пітер Грін (які згодом сформували гурт «Fleetwood Mac») та Пітер Барденс. У жовтні 1966 року «Shotgun Express» випустили один невдалий сингл, хеві-оркестрову пісню «I could Feel The Whole World Turn Round», перш ніж розпалися. Пізніше Стюарт зневажливо назвав гурт «Shotgun Express» «поганою імітацією „Steampacket“» і сказав: «У мене все ще було жахливе почуття, коли я вигадую музику інших людей. Я думаю, що ви можете почати шукати себе лише тоді, коли пишете свій власний матеріал». До цього часу Стюарт виступав, не досягши особливого успіху, його мало що відрізняло від інших лондонських співаків-початківців, крім хрипкості в його голосі, що почала з'являтися.

#### 1967—1969: період «Jeff Beck Group»
Після розпаду гурту «Yardbirds» гітарист Джефф Бек вирішив найняти Стюарта для свого нового проєкту. В лютому 1967 року Стюарт приєднався до гурту «The Jeff Beck Group» як вокаліст, де іноді він виступав і як автор пісень. Участь в гурті стала для Стюарта великим проривом у його ранній кар'єрі, він вперше виступав з Ронні Вудом, з яким спочатку зустрівся в лондонському пабі у 1964 році; невдовзі вони стали вірними друзями. Протягом першого року в гурті часто змінювалися барабанщики та виникали конфлікти з менеджером Мікі Мостом, який хотів зменшити роль Стюарта. Гурт здійснив гастолі Великою Британією та випустили пару синглів, серед авторів Б-сторони яких був Стюарт. Стрімка сольна кар'єра Стюарт також продовжилася випуском у березні 1968 року непопулярної пісні «Little Miss Understood» на «Immediate Records».
Навесні 1968 року «The Jeff Beck Group» гастролювали Західною Європою, записувалася і майже розорилася. Потім помічник менеджера Пітер Грант замовив їм шеститижневий тур Сполученими Штатами, який розпочався в червні 1968 року з «Fillmore East» в Нью-Йорку. Стюарт під час своєї першої поїздки до Америки дуже боявся сцени під час відкриття виступів та ховався за підсилювальною апаратурою під час співу. Лише вживання бренді дозволяло йому зменшити страх виходу на сцену. Однак, як концерт, так і турне загалом, мали великий успіх: Роберт Шелтон із газети «The New York Times» назвав гурт захопливим та похвалив «взаємодію дикої та далекоглядної гітари містера Бека з хрипким і наполегливим криком Рода Стюарта», видання «Musical Express» повідомляло, що гурту аплодували стоячи і він отримував грошову збори, порівнянні зі зборами Джімі Гендрікса і гурту «The Doors».
У серпні 1968 року вийшов перший альбом гурту, «Truth», який до жовтня піднявся на 15 сходинку у чарті альбомів США «Billboard 200», тоді як до чартів Великої Британії він не потрапив. В альбомі була показана віртуозна техніка гри на гітарі Бека та маніпулювання, оскільки драматичний вокал Стюарта використовував різноманітну репертуарну групу з блюзу, фольку, року та прото-хеві-металу. Наприкінці року «The Jeff Beck Group» знову гастролювали Америкою, отримавши сильний прийом, а потім постраждав від нових кадрових потрясінь (що триватило протягом всього періоду існування гурту). У липні 1969 року Стюарт пішов з гурту після відходу свого друга Рона Вуда. Пізніше Стюарт згадував: «Це був чудовий гурт, з яким можна було співати, але я не міг винести всі ті роздратування, що виникли, і недружелюбність… За два з половиною роки, які я провів з Беком, я жодного разу не подивився йому в очі. Я завжди дивився на його сорочку або щось таке».
Другий альбом гурту, «Beck-Ola», вийшов в червні 1969 року у США та у вересні того року у Великій Британії, попри період розпаду гурту; він посів 15 сходинку у чарті альбомів США та 39 сходинку у британському чарті альбомів. Під час свого перебування в складі гурту Стюарт спочатку почувався пригніченим присутністю Бека, і його музичний стиль все ще був на стадії розвитку; проте пізніше він відчув, що між ними склалися міцні музичні, якщо не особисті відносини. Більшою мірою почуття фразування Стюарта під час виконання було розвинене під час його роботи в «The Jeff Beck Group». Бек прагнув сформувати новий супергурт, до складу якого, разом з ним та Стюартом, було заплановано залучити Карміна Еппіса і Тіма Богерта (з гурту «Vanilla Fudge», який тільки що розпалася), але у Стюарта були інші плани.

#### 1969—1975: початок сольної кар'єри та альбоми «Faces»
Фахівець з реклами та репертуару «Mercury Records» Лу Рейзнер, після того як побачив виступ Стюарта з Беком, 8 жовтня 1968 року підписав з ним сольний контракт; проте через складнощі договору запис Стюарта для нього відкладена до липня 1969 року. У травні 1969 року гітарист і співак Стів Марріотт залишив англійський гурт «The Small Faces». Рон Вуд замінив його на посаді гітариста в червні, а 18 жовтня 1969 року, Стюарт, слідуючи за своїм другом, став новим вокалістом цього гурту. Таким чином вони вдвох приєдналися до тодішних учасників гурту Ронні Лейна, Аяна Маклагана і Кенні Джонса, які незабаром вирішили назвати новий склад як «Faces».
«An Old Raincoat Won't Ever Let You Down» став першим сольним альбомом Стюарта, що вийшов 1969 року (у США він був знаний як «The Rod Stewart Album»). Альбом заклав основу для сольного звучання співака, він являв собою «душевну» суміш жанрів фольк, рок та кантрі-блюз, включаючи «чуттєвість британського робітничого класу», з використанням як оригінального матеріалу (зокрема у заголовній пісні та «Cindy's Lament»), так і кавер-версій («Dirty Old Town» Евана Макколла та «Handbags and Gladrags» Майка д'Або). У записі альбому Стюарта взяли участь Рон Вуд, Мікі Воллер і Аян Маклаган, а також Кіт Емерсон та гітаристи Мартін П'ю (учасник гуртів «Steamhammer», а потім «Armageddon» та «7th Order») та Мартін Квіттентон (також зі «Steamhammer»).
На початку 1970 року «Faces» випустили свій дебютний альбом «First Step» у стилі рок-н-рол та схожим за манерою виконання на гурт «The Rolling Stones». Хоча альбом мав більший успіх у Великій Британії, ніж у США, «Faces» швидко здобули на концертах багато шанувальників. Тієї осені Стюарт випустив свій другий альбом «Gasoline Alley». При його записі Стюарт використав схожий на перший альбом музичний підхід, у його звучання була додана мандоліна. Потім він почав тур по США з «Faces». Також Стюарт виконав гостьовий вокал для австралійського гурту «Python Lee Jackson» у пісні «In a Broken Dream», яку записали у квітні 1969 року, але яка вийшла лише 1970 року. Платою йому за це став набір чохлів для сидінь до його машини. Після перевидання у 1972 році пісня стала світовим хітом.
Сольний альбом Стюарта «Every Picture Tells a Story» 1971 року зробив його ім'я загальновідомим, коли Б-сторона синглу його другорядного хіта «Reason to Believe», «Maggie May» (написаного у співавторстві з Мартіном Квіттентоном) почала звучати на радіо. Альбом і сингл одночасно посіли першу сходинку у чартах Великої Британії, США, Канади та Австралії (потрапляння на першу сходинку чарту у вересні). Сама ж «Maggie May» очолювала чарти синглів протягом п'яти тижнів у США та Великій Британії та чотири тижні в Австралії. Відрізняючись яскравою партією мандоліни (у виконанні Рея Джексона з гурту «Lindisfarne»), «Maggie May» також потрапила до списку «500 пісень, що сформували рок-н-рол» Зали слави рок-н-ролу. Решта пісень альбому теж вважалися публікою не менш вдалими: у «Mandolin Wind» знову була представлена мандоліна; «(I Know) I'm Losing You» додала для різноманіття «харт-окантований» соул; та «Tomorrow Is a Long Time», що стала кавером на пісню Боба Ділана. Але остаточним проявом раннього сольного стилю Стюарта, стала, написана ним з Вудом, «Every Picture Tells a Story», яка була представлена грою на барабанах Міка Воллера, фортепіано Піта Сірса та гітарою самого Вуда у переважно акустичному аранжуванні; пісня оповідала про шахрайські пригоди співака.
Другий альбом «Faces», Long Player, що вийшов на початку 1971, року мав більший успіх у чартах, ніж «First Step». «Faces» також потрапили у «топ-40» чарту США з піснею «Stay With Me» зі свого третього альбому «A Nod Is as Good as a Wink… To a Blind Horse», що вийшов наприкінці 1971 року, це був їх єдиний хіт що зміг увійти до цього рейтингу. Цей альбом увійшов до десятки найкращих по обидва боки Атлантики завдяки успіху «Every Picture Tells A Story». Стів Джонс із гурту «Sex Pistols» високо оцінив «Faces» та назвав їх гуртом, що зробив головний вплив на британський панк-рок рух.
У 1972 році «Faces» багато гастролювали, в гурті зростала напруга через сольну кар'єру Стюарта, яка мала більший успіх, ніж у самого колективу. Того ж року Стюарт випустив альбом «Never a Dull Moment». Повторюючи формулу «Every Picture», альбом здебільшого посідав другу сходинку у чартах альбомів США та першу сходинку у Великій Британії, і отримав хороші відгуки від рецензентів. Сингл «You Wear It Well» став хітом, який досяг 13 сходинки в США і першої сходинки у Великій Британії, а пісня «Twisting the Night Away» за своїм виконанням була явною даниною Стюарта Сему Куку.
За основну частину своєї ранньої сольної роботи Стюарт заслужив велику похвалу критиків. В ілюстрованій історії рок-н-ролу журналу «Rolling Stone» 1980 року була розміщена така стаття про нього:
Рідко коли у співака буває такий повний та унікальний талант, як у Рода Стюарта; рідко хто так повністю зраджує свій талант. Колись найспівчутливіший персонаж у музиці, він став жовчною самопародією, що продає платівок більше, ніж будь-коли [...] автор, який пропонував глибокий ліризм і неймовірний самокритичний гумор, оповідач небилиць і щирий серцеїд, він володів неперевершеним відчуттям дрібних подробиць, навколо яких крутяться, руйнуються і перебудовуються життя [...], і голосом, щоб зробити ці подробиці незабутніми. [... Його сольні альбоми] відрізнялися двома особливими якостями: теплотою, яка була спокутною, та скромністю, яка звільняла. Якщо хтось з рокерів і вибирав роль звичайної людини і відповідав їй, то це був Род Стюарт
У 1973 році «Faces» випустили свій останній альбом «Ooh La La», який посів першу сходинку у Великій Британії та 21 сходинку у США. Під час запису альбому розкол між Стюартом та іншими учасниками «Faces» посилився, оскільки (згідно з Ян Маклаганом), Стюарт не брав участі у сесіях до двох тижнів після початку запису, «а потім поскаржився, що деякі пісні були йому не в тій тональності. Тому ми записали їх знову і тиждень чекали, доки він повернеться. Ми вирізали трек для „Ooh La La“ тричі, перш ніж він зрештою відмовився від нього, залишивши його співати Вуді. […] На тому тижні, коли вийшов альбом, він зробив усе можливе, щоб потопити його, і казав усім, хто слухатиме, наскільки він марний». 1974 року на підтримку альбому та синглу «Pool Hall Richard» гурт гастролював по Австралії, Японії, Європі та Великій Британії.
Наприкінці 1974 року Стюарт випустив свій альбом «Smiler». У Великій Британії він посів першу сходинку, а сингл «Farewell» — сьому, та лише 13 сходинку в чартах поп-альбомів «Billboard», а сингл «Mine for Me» — лише 91 сходинку у чартах поп-синглів «Billboard». Це був його останній оригінальний альбом у співпраці з «Mercury Records». Після випуску подвійного альбому-збірки «The Best of Rod Stewart» він перейшов на «Warner Bros. Records» і надалі співпрацював з цим лейблом протягом більшої частини своєї кар'єри («Faces» мали контракт із «Warner Bros.», а сольні релізи Стюарта у Великій Британії випускалися лейблом «Riva» до 1981 року). 1975 року «Faces» двічі гастролювали по США (з Ронні Вудом, який проміжно під час гастролів приєднався до туру «The Rolling Stones» по США). Через Ронні Вуда, який випустив свій другий сольний альбом в 1975 році, а також приєднався до «The Rolling Stones» (спочатку як тимчасова заміна Міку Тейлору, а потім як постійного учасника), а також власної зростаючої сольної кар'єри Стюарта, збереження «Faces» як життєздатного гурту — стало неможливим, тому наприкінці року цей колектив розпався.

#### 1975—1988: пік слави та критична реакція

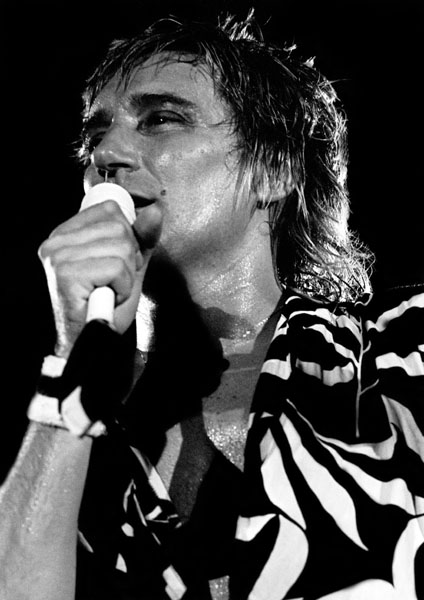
Стюарт під час виступу в Дубліні (1981)

1975 року Стюарт переїхав до Лос-Анджелеса; того ж року він випустив альбом «Atlantic Crossing» для свого нового лейблу звукозапису, використовуючи продюсера Тома Дауда та інше звучання, засноване на ритм-секції американського музичного колективу Muscle Shoals Rhythm Section. «Atlantic Crossing» ознаменував собою не лише «повернення Стюарта у форму», але і його «повернення» у «топ-10» альбомних чартів «Billboard». Перший сингл альбому, який був кавером на пісню дуету «The Sutherland Brothers», «Sailing», став хітом «номер один» у Британії, та посів високі позиції в чартах низки інших європейських країн та Австралії, тоді як в США та Канаді він потрапив лише у «топ-60». Через рік сингл знову повернувся в «топ-10» британського чарту, коли він став музичною темою документального серіалу «BBC» про авіаносець HMS Ark Royal. Двічі ставши хітом, «Sailing» була і залишається найпродаванішим синглом Стюарта у Британії. Його кавер до композиції продюсерського тріо «Голланд — Дозьє — Голланд», «This Old Heart of Mine», також потрапив у «топ-100» хітів 1976 року. Цього ж року Стюарт записав кавер на пісню гурту «The Beatles», «Get Back», для музичного документального фільму «Все це і Друга світова війна».
Пізніше, 1976 року, Стюарт очолив американський чарт «Billboard Hot 100» протягом восьми тижнів та австралійський чарт «ARIA» з баладою «Tonight's the Night», до якої було знято відеокліп за участю акторки Брітт Екланд. Пісня увійшла до альбому «A Night on the Town», який посів другу сходинку в чарті «Billboard» і став першим платиновим альбомом Стюарта. Чітко розділивши альбом на «швидку» і «повільну» частини, Стюарт продовжив тенденцію, започатковану в альбомі «Atlantic Crossing». Інша пісня альбому, «The First Cut Is the Deepest», що була кавером на пісню Кета Стівенса, посіла першу сходинку у Британії 1977 року та потрапила у «топ-30» чарту США. Окрім цього, 1977 року у «топ-40» чартів потрапила інша пісня співака, «The Killing of Georgie (Part I and II)», яка оповідала про вбивство гея.
У записі наступного альбому, «Foot Loose & Fancy Free» 1977 року, брав участь власний гурт Стюарта, до якого входили Кармін Аппіс, Філ Чен, Джим Креган, Біллі Пік, Гері Грейнджер та Джон Джарвіс. Альбом продовжив успіх співака у чартах, посівши другу сходинку. Пісня альбому, «You're in My Heart», стала хітом, що посів четверту сходинку в чартах США. Інші пісні альбому, «Hot Legs» та сповідальна «I Was Only Joking», вийшли як сингли 1978 року, що широко транслювалися на радіо. Цього періоду Стюарт додав до свого зовнішнього вигляду елемент глему, зокрема макіяж і одяг зі спандексу.
1978 року Стюарт випустив ще один сингл, «Da Ya Think I'm Sexy?», який став «номером один» у чартах Британії та США. Крім цього, сингл став кросовером-хітом, посівши п'яту сходинку у «чорних» чартах «Billboard», завдяки своєму диско-звучанню. «Da Ya Think I'm Sexy?» стала головним синглом альбому «Blondes Have More Fun» (1978), який посів першу сходинку в чарті «Billboard» й був розпроданий накладом в три мільйони платівок. Найпродаваніший диско-хіт Стюарта, «Da Ya Think I'm Sexy?», опинився у центрі уваги критики, через свою «нетиповість» порівняно з його більш ранніми творами. Багато представників рок-преси критикували диско-подібне аранжування пісні, називаючи її «зрадою Стюарта блюз-року». Набагато пізніше, у своєму інтерв'ю Стюарт, констатуючи відносно свого тодішнього сценічного образу, що виглядав як «велика повія», казав у захист тексту пісні, що це була розповідь від третьої особи, списана із життя, яка мало чим відрізняється від його попередніх робіт, і що вона не про нього. «Da Ya Think I'm Sexy?» мала приспів, ідентичний раніше опублікованій пісні «Taj Mahal» бразильського музиканта Жоржі Бен Жора, який через це подав на Стюарта в суд. Зрештою, Стюарт вирішив пожертвувати свій гонорар за «Da Ya Think I'm Sexy?» для ЮНІСЕФ, і виконав її зі своїм гуртом на концерті «Музика для ЮНІСЕФ», який проходив під егідою Генеральної Асамблеї ООН 1979 року.
1980 року, випустивши альбом «Foolish Behaviour», Стюарт перейшов на новий тогочасний музичний напрям, «нову хвилю». До альбому увійшла пісня «Passion», яка стала хітом, що посів 5 сходинку у чартах США «Billboard». У серпні 1981 року в США запустився музичний телеканал «MTV», де інтенсивно ротувалися кілька відеокліпів Стюарта. В листопаді того року, співак випустив альбом «Tonight I'm Yours», у якому він продовжив додавати до свого звучання не лише елементи нової хвилі, але і синті-попу. Титульна пісня альбому, Tonight I'm Yours (Don't Hurt Me), досягла 20 сходинки в США, а «Young Turks» потрапила у «Топ-5», а сам альбом став «платиновим». 18 грудня 1981 року Стюарт разом із Кім Карнс та Тіною Тернер виступив на арені «Forum» в Лос-Анджелесі, на концерті, який транслювався через супутникове телебачення в усьому світі.

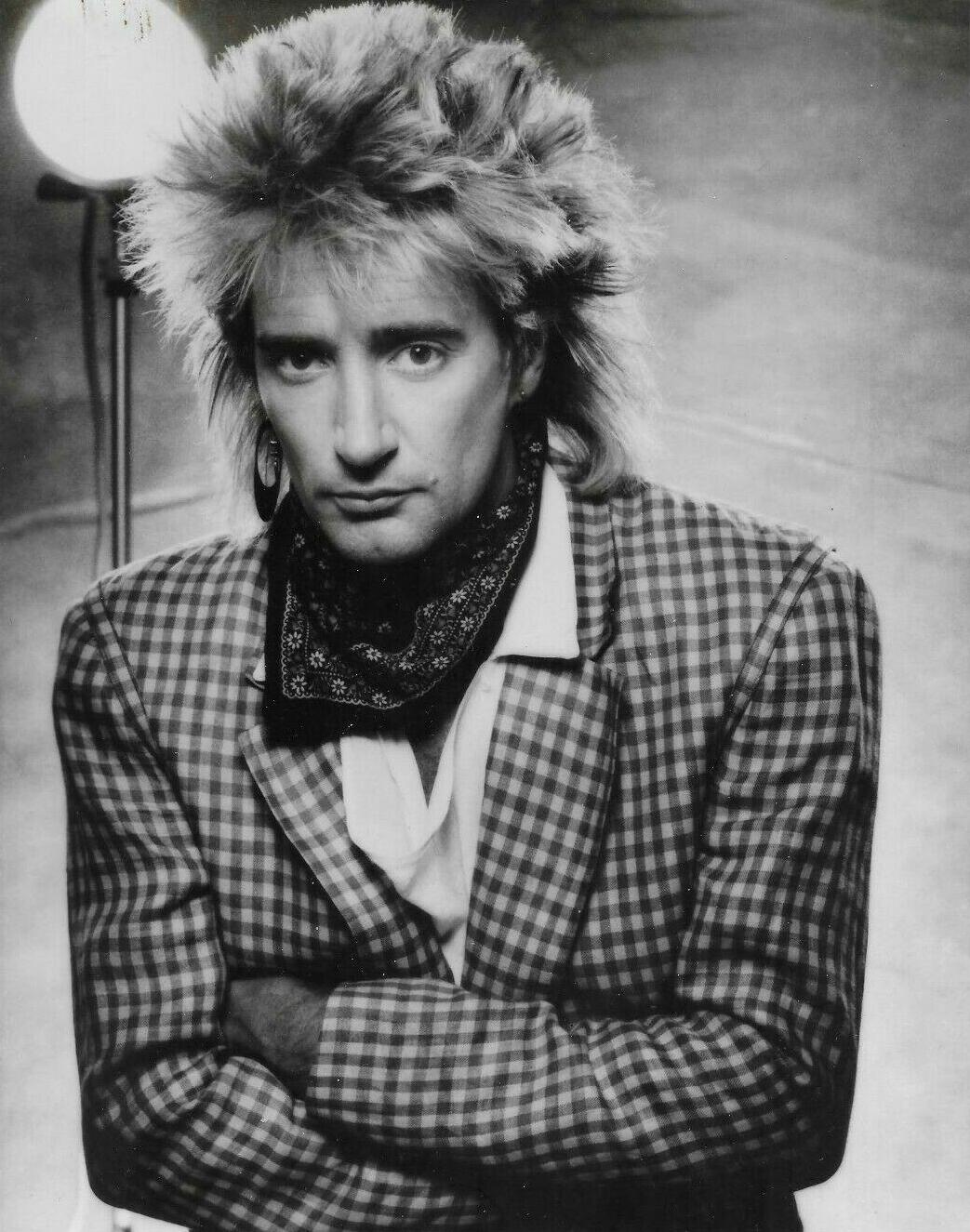
Стюарт у 1984 році

Цього часу Стюарт піддався критиці з боку «анти-апартеїдного» руху за те, що він порушив міжнародний культурний бойкот політики апартеїду уряду ПАР, через свої виступи у курортному комплексі Сан-Сіті в Бопутатсвані, які проходили в рамках його турів на підтримку альбомів «Body Wishes» і «Camouflage».
Між 1982—1988 роками чотири сингли Стюарта потрапили у «топ-10» чартів США: «Young Turks» (5 сходинка між 1981—1982 роками), «Some Guys Have All the Luck» (10 сходинка 1984 року), «Infatuation» (6 сходинка 1984 року) та «Love Touch» (6 сходинка 1986 року; написана Голлі Найт спільно з Майком Чепменом). Тоді як пісня «Baby Jane» досягла 14 сходинки 1983 року у США, а у Британії стала «номером один» (останній, на сьогодні сингл співака, який очолив британський чарт). Альбом «Body Wishes», що вийшов 1983 року, посів 5 сходинку у Британії та отримав негативні відгуки критиків, зокрема журнал «Rolling Stone» на момент виходу дав йому 2 з 5 зірок. Наступний альбом, «Camouflage» 1984 року, став «золотим» в США, а його головний сингл, «Infatuation» (де на гітарі грав старий знайомий співака, Джефф Бек), широко ротувався на «MTV». Другий сингл альбому, «Some Guys Have All the Luck» досяг 15 сходинки у Британії та 10 сходинки у США. Альбом отримав схожі відгуки критиків, як і його попередник «Body Wishes».
Возз'єднання у 1980-х роках Стюарта з Джеффом Беком, призвело до успішного виконання пісні Кертіса Мейфілда, «People Get Ready», але спроба їхнього спільного турне провалилася після кількох виступів. Наступний альбом співака, «Every Beat of My Heart» (1986), посів 5 сходинку у Британії, а його однойменний сингл — 2 сходинку. У січні 1985 року Стюарт виступив перед багатотисячним натовпом на фестивалі «Rock in Rio» у Ріо-де-Жанейро.

#### 1988—1994: «Out of Order Tour», «Vagabond Heart» і Зала слави рок-н-ролу

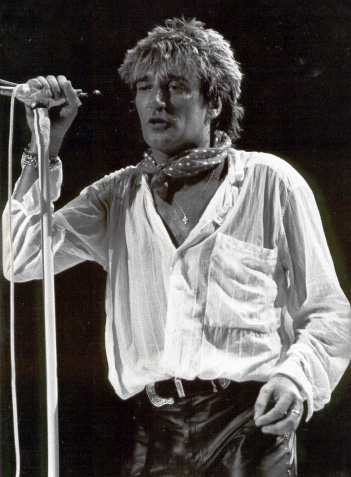
Стюарт під час виступу в Парижі (1986)

1988 року Стюарт повернувся у світ музики з альбомом «Out of Order», спродюсованим Енді Тейлором (учасником гурту «Duran Duran») та Бернардом Едвардсом (учасником гурту «Chic»). Пісні альбому, «Lost in You», «Forever Young», «Crazy About Her» та «My Heart Can't Tell You No», потрапили у «Топ-15» хітів «Billboard Hot 100» та інших основних рок-чартів, а остання навіть потрапила у «п'ятірку найкращих». «Forever Young» була несвідомою переробкою однойменної пісні Боба Ділана; артисти досягли угоди про розподіл гонорарів від неї. Пісня досягла 12 сходинки у США. У вересні Стюарт виконав «Forever Young» на церемонії вручення нагород «MTV Video Music Awards» 1988 року в «Universal Amphitheatre» у Лос-Анджелесі, а 1989 року за цю пісню його номінували на премію «Греммі» за найкраще чоловіче рок-вокальне виконання.
У січні 1989 року Стюарт вирушив у південноамериканський етап туру «Out of Order», протягом якого давав аншлагові виступи. Під час виступу 9 квітня на стадіоні «Corregidora» в Керетаро (Мексика), зібралося 80 000 людей, а під час виступу 12 квітня на стадіоні «Jalisco» в Гвадалахарі — 50 000 людей. У Буенос-Айресі (Аргентина), на стадіоні «Монументаль», що вміщає понад 70 000 осіб, зібралося понад 90 000 людей, та ще кілька тисяч глядачів поза його межами. Задля уникнення теплового удару, натовп поливали з пожежних шлангів.
1990 року версія Стюарта пісні Тома Вейтса «Downtown Train» посіла третю сходинку у «Billboard Hot 100». Ця пісня увійшла до збірки із чотирьох компакт-дисків під назвою «Storyteller — The Complete Anthology: 1964–1990».
Альбом «Vagabond Heart», що вийшов 1991 року, став продовженням тенденції творчого «оновлення» та «натхнення» Стюарта. Його головний сингл, «It Takes Two» з Тіною Тернер вийшов 1990 року, ще до виходу альбому посів 5 сходинку в британському чарті, тоді як у США він взагалі не потрапив до чартів. Наступними піснями з «Vagabond Heart», що потрапили у «Billboard Hot 100» 1991 року стали: «Rhythm of My Heart» (посіла 5 сходинку) та «The Motown Song» (посіла 10 сходинку) .
1993 року на церемонії вручення нагород «Brit Awards» у Лондоні Стюарт отримав приз за видатний внесок у музику. Співак вивів на сцену гурт «Faces» для імпровізованого возз'єднання. Того ж року Стюарт зі Стінгом та Браяном Адамсом записали пісню «All for Love», яка стала саундтреком фільму «Три мушкетери»; сингл посів першу сходинку у США та другу — у Британії. 1993 року співак також возз'єднався з Ронні Вудом для участі у спецвипуску телешоу «MTV Unplugged», протягом якого виконав пісні «Handbags and Gladrags», «Cut Across Shorty» і чотири треки з альбому «Every Picture Tells a Story». Крім цього, у телешоу було представлено акустичну версію пісні Ван Моррісона «Have I Told You Lately», яка очолила чарт «Billboard», «Adult contemporary», і посіла 5 сходинку в «Billboard Hot 100». Також цього часу на радіо знаходилася у широкій ротації версія Стюарта пісні «Reason to Believe», яка увійшла до альбому «Unplugged...and Seated», що посів другу сходинку в чарті альбомів «Billboard 200».
1994 року Стюарта занесли до Зали слави рок-н-ролу, що презентувалося Джеффом Беком. 31 грудня того року Стюарт виступив перед 3,5 мільйонами людей на пляжі Копакабана в Ріо-де-Жанейро, потрапивши до Книги рекордів Гіннеса за організацію найбільшого безкоштовного рок-концерту в історії.

#### 1995—2001: нові заходи та компанії звукозапису

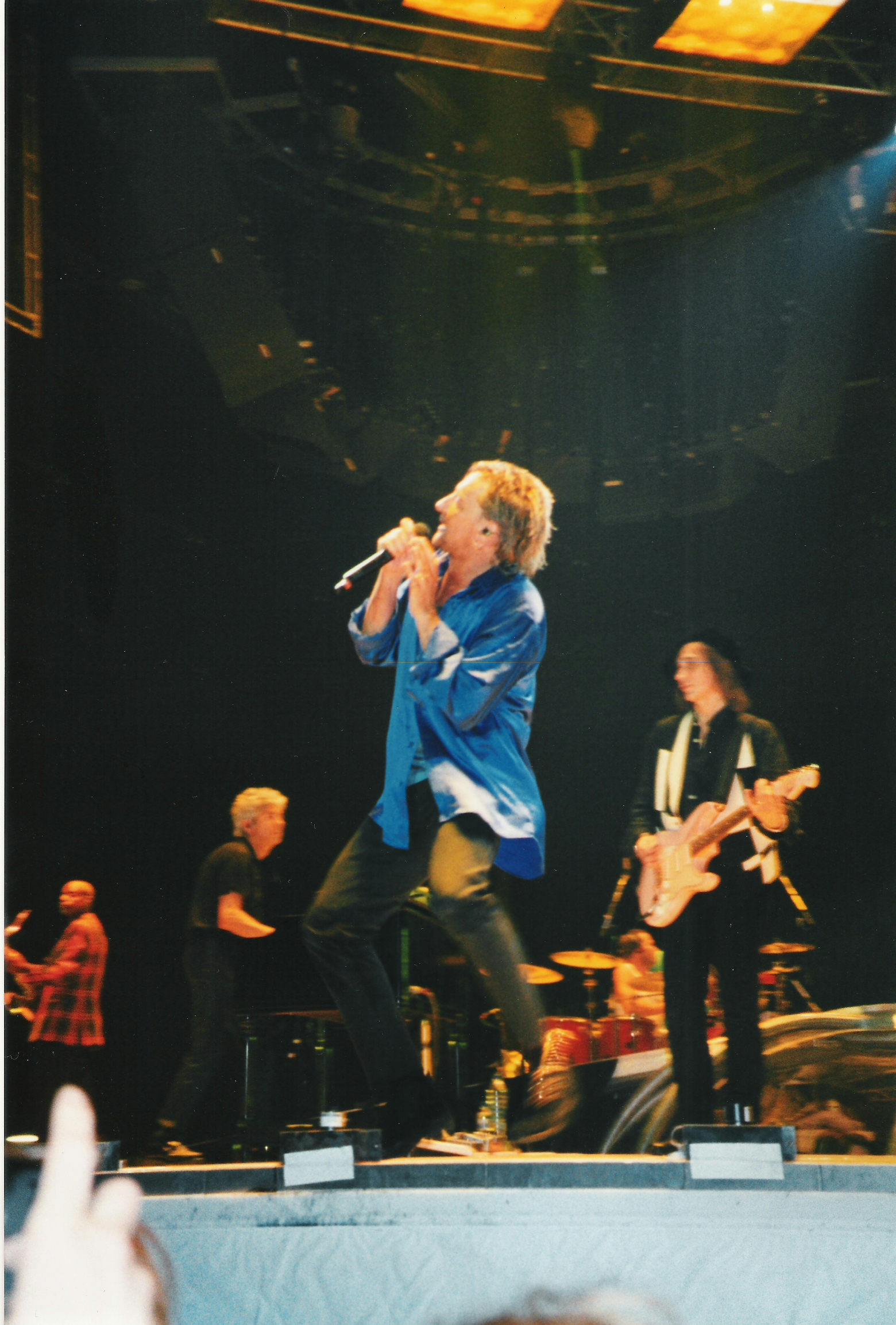
Виступ Стюарта у Брюсселі (1995)

На початку 1990-х років Стюарт здебільшого відмовився від створення власного музичного матеріалу, заявивши, що він не є природженим піснярем і що замість винагороди за його недавні зусилля у цьому плані він отримав прохолодну реакцію. 1995 року він випустив альбом «A Spanner in the Works», який став «золотим» у США та Британії. Він містив сингл «Leave Virginia Alone», написаний Томом Петті, який потрапив у «топ-10» чарту «Adult contemporary». Друга половина 1990-х була для співака менш комерційно успішною, хоча його альбом «If We Fall in Love Tonight» досяг 8 сходинки у Великій Британії та став «золотим», посівши 19 сходинку у чарті альбомів «Billboard».
1998 року Стюарт випустив альбом «When We Were the New Boys», який був останнім у співпраці з лейблом «Warner Bros.», він посів 2 сходинку в британському чарті. Альбом містив кавери пісень британських поп-виконавців, таких як «Oasis» та «Primal Scream». Того ж року співак записав пісню «Faith of the Heart», написану Даян Воррен, яка стала саундтреком фільму «Цілитель Адамс». 2000 року Стюарт залишив «Warner Bros.» та перейшов до співпраці з «Atlantic Records», який був одною з філій «Warner Music Group». 2001 року він випустив альбом «Human», який став «золотим» у Британії. Також це був перший альбом, який не містив жодного оригінального треку Стюарта. Сингл альбому, «I Can't Deny It», потрапив у «топ-40» чарту Британії та у «топ-20» чарту «Adult contemporary». Потім співак підписав контракт із новим лейблом, «J Records», Клайва Девіса. Того ж року вийшов альбом-збірка, до якого потрапили найкращі хіти співака, «The Story So Far: The Very Best of Rod Stewart», складений ще під час його співпраці з «Warner Bros.», що став чотириразово «платиновим» у Британії. Було продано понад 1,2 мільйони його копій, 2001 року він посів першу сходинку чартів Бельгії і Франції.

#### 2002—2010: серія «The Great American Songbook» і «Soulbook»
У червні 2002 року Стюарт виконав пісню «Handbags and Gladrags» на вечірці-концерті, що проходила в саду Букінгемського палацу, присвяченій Золотому ювілею Єлизавети II, за участю зірок останньої 50-річної музичної епохи.
До 2002 року Стюарт за свою кар'єру продав понад 100 мільйонів платівок. Враховуючи, що ще у дитинстві Стюарт чув у своєму будинку класичні пісні, написані такими авторами як Коул Портер, Гас Кан, Джордж і Айра Гершвіни, співак теж вирішив приєднатися до числа виконавців, які записували класичні пісні. Він зосередився на виконанні поп-стандартів 1930-х та 1940-х років із «Великого американського пісенника» («Great American Songbook»), що мало великий успіх. Альбоми співака з класичними піснями вийшли на лейблі Клайва Девіса «J Records» маючи хороші показники продажів, рівні альбомам 1970-х років.
Перший альбом із серії збірок класичних пісень («songbook»), «It Had to Be You: The Great American Songbook» посів четверту сходинку у чарті альбомів США, восьму сходинку у Великій Британії та десяте — в Канаді, коли вийшов наприкінці 2002 року. Трек альбому «These Foolish Things» (насправді це британська, а не американська пісня) досяг 13 сходинки у чарті «Billboard», «Adult contemporary», а трек «They Can't Take That Away From Me» потрапив у «топ-20».
Другий альбом цієї серії, «As Time Goes By: The Great American Songbook 2» посів другу сходинку в США, четверту — у Великій Британії та першу — в Канаді. Пісня альбому, «Bewitched, Bothered and Bewildered», виконана в дуеті з Шер, потрапила у «топ-20» чарту США «Adult contemporary», а «Time After Time» у його «топ-30». 7 листопада 2003 року в лондонському театрі «Victoria Palace» відкрився мюзикл під назвою «Tonight's The Night», до якого увійшли багато пісень Стюарта. Мюзикл написав та поставив Бен Елтон, який раніше створив аналогічну постановку «We Will Rock You» на музику «Queen». У мюзиклі розповідається про «фаустівський договір між детройтським механіком заправки Стью Клаттербаком та Сатаною».
2004 року Стюарт возз'єднався з Ронні Вудом задля проведення концертів, на яких виконувалися пісні гурту «Faces». Цього часу вийшов альбом Стюарта, що містив найкращі пісні «Faces», «Changing Faces», який увійшов до топ-20 британських чартів альбомів. Крім цього, вийшов бокс-сет «Five Guys Walk into a Bar…», що також містив пісні «Faces». Наприкінці 2004 року вийшов «Stardust: The Great American Songbook 3», третій альбом Стюарта із серії «songbook». Це був перший альбом співака «номер один» у США за 25 років: за перший тиждень було продано понад 200 000 копій. Він також дебютував під «номером один» у Канаді, «номером три» у Великій Британії та потрапив у «топ-10» в Австралії. Версія Стюарта пісні «What a Wonderful World» Луї Армстронга за участю Стіві Вандера увійшла до «топ-20» світових чартів для дорослих («world adult charts»). Співак також записав дует з Доллі Партон для альбому «Baby, It's Cold Outside». За цей альбом Стюарт отримав свою першу премію «Греммі».
У 2005 році вийшов четвертий альбом серії «songbook» «Thanks for the Memory: The Great American Songbook 4»; до нього увійшли дуети з Даяною Росс та Елтоном Джоном. Через кілька тижнів після випуску альбом посів друге місце у чарті «Billboard 200». Наприкінці 2006 року Стюарт випустив альбом «Still the Same… Great Rock Classics of Our Time», де продемонстрував повернення до рок-музики та новий підхід до створення своєї кантрі-музики. У новому альбомі були представлені віхи року та південного року за останні чотири десятиліття, включаючи кавер до пісні гурту «Creedence Clearwater Revival», «Have You Ever Seen the Rain?», що вийшов як перший сингл. Альбом дебютував першою сходинкою у чартах «Billboard» й за перший тиждень розійшовся накладом 184 000 копій. Дебюту першою сходинкою сприяв концерт Стюарта у Нью-Йорку, який проходив в рамках заходу «MSN Music», та виступ у телесеріалі «Dancing with the Stars». Також він наживо виконав 9 жовтня треки альбому у «Nokia Theater». Телевізійна диспетчерська команда (Control Room) транслював захід у прямому ефірі на каналі MSN та у 117 кінотеатрах по всій країні через із залученням компанії National CineMedia. У листопаді 2006 року Стюарт був занесений до Зали слави музики Великої Британії.
1 липня 2007 року Стюарт виступив на концерті, присвяченого принцесі Діані, яка загинула 10 років тому, заход відбувся на стадіоні Вемблі в Лондоні. Він виконав пісні «Sailing», «Baby Jane» і «Maggie May». 12 грудня співак вперше виступив на Королівській естрадному перфомансі в «London Coliseum» перед принцом Вельським та герцогинею Корнуольською, виконавши пісню Кета Стівенса «Father and Son» і хіт Бонні Тайлер «It's a Heartache». 22 грудня 2006 року Стюарт виступив у 8-му щорічному спецвипуску програми «Будинок для свят» на каналі CBS о 20:00 (PST).
20 травня 2009 року Стюарт виконав «Меггі Мей» у фіналі 8-го сезону телесеріалу «American Idol». А 2 липня того року свій єдиний в тому році виступ у Великій Британії в Хом-парку в Плімуті. 29 вересня вийшла збірка з 4 компакт-дисків, що містили 65 треків, під назвою «Rod Stewart Sessions 1971—1998»; вона складалася з раніше не виданих треків та їх уривків, записаних протягом більшої частини його кар'єри. Цього часу Стюарт також повідомив про плани щодо запису класики соулу та каверів, й можливого їхнього випуску у ще одному альбомі серії «songbook», «Great American Songbook», та альбомі з каверами у стилі кантрі відповідно.
17 жовтня 2009 Стюарт випустив студійний альбом «Soulbook», що складався з каверів пісень у стилях соул та мотаун. 14 листопада того року співак взяв участь у британський телепрограмі для каналу ITV, яка була показана 5 грудня. Музика у програмі містила треки з нового альбому співака та деякі його старі популярні пісні. 14 січня 2010 року лейбл «Rhino Records» випустив так званий «втрачений альбом» Стюарта «Once in a Blue Moon», спочатку записаний ним у 1992 році, який складався з десяти каверів, включаючи «Ruby Tuesday» гурту «The Rolling Stones», «The Groom's Still Waiting at the Altar» Боба Ділана, «Stand Back» Стіві Нікса, а також «Tom Traubert's Blues» Тома Вейтса. 19 жовтня 2010 Стюарт випустив ще один альбом серії «Great American Songbook», під назвою «Fly Me to the Moon … The Great American Songbook Volume V» на лейблі «J Records».

#### 2011—2012: різдвяний альбом і автобіографія
У 2011 році Стюарт разом зі Стіві Нікс розпочали їх спільний тур «Heart & Soul Tour». Тур почався з концерту від 20 березня у Форт-Лодердейлі, штат Флорида, потім вони виступали на інших аренах Північної Америки, зокрема: у Нью-Йорку, Торонто, Лос-Анджелесі, Філадельфії, Чикаго, Детройті, Тампі та Монреалі.
В суботу 26 червня 2011 року Стюарт став хедлайнером фестивалю «Хард-рок виклик», що проходив в лондонському Гайд-парку. Того ж часу Стюарт підписав дворічний контракт для використання Колізеум-Сізарс-Пелес у Лас-Вегасі як своєї концертної резиданції, починаючи з 24 серпня того року. У резиданції він виконував як свої найкращі хіти, так і обрані треки зі свого майбутнього безіменного блюзового альбому.
7 червня 2012 року співак підписав угоду щодо запису із Universal Music Group. 30 жовтня того року Стюарт випустив свій перший різдвяний альбом під назвою «Merry Christmas, Baby» на лейблі Verve Music Group (підрозділ Universal Music Group). Альбом був спродюсований Девідом Фостером та містив кілька дуетів, а також оригінальну пісню, написану Стюартом, Фостером та Емі Фостер під назвою «Red-Suited Super Man». За даними IFPI, «Merry Christmas, Baby» став сьомим найпродаванішим альбомом у світі у 2012 році. У жовтні 2012 року вийшла автобіографія Стюарта під назвою «Род: автобіографія» (точні дати виходу у усьому світі різнилися).
У листопаді 2012 року Стюарт виконав пісню «Auld Lang Syne» зі свого різдвяного альбому та свій хіт «Sailing» у Королівському Альберт-холі на Фестивалі пам'яті Королівського британського легіону, на якому була присутня королева Єлизавета II. Пізніше того ж місяця Стюарт знову виступив у Альберт-холі перед королевою під час 100-ї Королівської естрадного перфомансу, співаючи «When You Wish on a Star». 26 листопада Стюарт випустив версію пісні «Let It Snow! Let It Snow! Let It Snow!», яка досягла вершини чарту «Billboard», «Adult Contemporary». Ця пісня, у виконанні Стюарта, тричі займала перше місце в цьому чарті, востаннє у 1993 році з композицією «Have I Told You Lately», що стало другою за величиною перервою в історії чарту, коли хіт «номер один» повторно з'являвся в рейтингу. «Let It Snow! Let It Snow! Let It Snow!» залишалася на першому місці протягом п'яти тижнів, що стало найтривалішим перебуванням святкової пісні у рейтингу за 51-річну історію чарту. 10 грудня 2012 року Стюарт був запрошеним співаком у телевізійному спеціальному різдвяному випуску за участю канадського співака Майкла Бубле «Будинок для свят». 2012 року Стюарт став десятим найпродаванішим виконавцем в Канаді, згідно з даними щодо продажів на кінець року від Nielsen Soundscan Canada. У лютому 2013 року Стюарт був номінований на премію Canadian Juno Award у категорії «Міжнародний альбом року» за свій альбом «Merry Christmas, Baby».

#### 2013—2015: повернення до написання пісень. «Time» і «Another Country»
У травні 2013 року Стюарт випустив рок-альбом «Time», який складався з його власного оригінального матеріалу. Це ознаменувало повернення Стюарта до написання пісень після того, що він називав «двадцятирічним похмурим періодом»; співак сказав, що написання автобіографії спонукало його знову писати музику. «Time» посів перше місце у чарті альбомів Великої Британії, встановивши новий британський рекорд за найдовшим розривом між виходами альбомів одного виконавця, які очолювали чарт. Останнім «номером один» Стюарта у чарті була збірка «Greatest Hits Volume 1» у 1979 році, а його останнім студійним альбомом, який очолив чарт, був «A Night on the Town» 1976 року.
У вересні 2013 року Стюарт вручив своєму другові Елтону Джону першу нагороду Brits Icon на спеціальному шоу в London Palladium, відзначивши «тривалий вплив» Джона на культуру Великої Британії. Стюарт пожартував, що Джон був «другим найкращим рок-співаком усіх часів» до того, як вони виступили дуетом на сцені.
23 жовтня 2015 року вийшов новий студійний альбом Стюарта «Another Country». Відео до першого синглу альбому, «Love Is», було доступне на акаунті співака на Vevo.

#### 2016—сучасність: продовження запису, «Blood Red Roses» і «The Tears of Hercules»
Стюарт записав вокал із Джо Волшем для альбому Френкі Міллера «Frankie Miller's Double Take», що вийшов 30 вересня 2016 року. Також цього часу співак записав кавер пісні «The Beatles», "Pepper for Beat Bugs, який потрапив у 17-й епізод дитячого телесеріалу «Beat Bugs», що дебютував 18 листопада 2016 на Netflix. У той же час Стюарт відповів на заяву Джона Леннона 1980 року про те, що його хіт «The Killing of Georgie (Part 1 and 2)» є плагіатом пісні Леннона «Don't Let Me Down», заявивши The Guardian: «Це й справді звучить як це […] Нічого поганого у хорошій крадіжці!».
28 вересня 2018 Стюарт випустив свій 30-й студійний альбом «Blood Red Roses» на лейблі Republic Records. Цього часу він в дуеті із валлійською співачкою Бонні Тайлер записав пісню «Battle of the Sexes» для її студійного альбому «Between the Earth and the Stars», що вийшов 2019 року. 22 листопада 2019 року відбувся реліз «You're in My Heart: Rod Stewart with the Royal Philharmonic Orchestra», спродюсований Тревором Хорном. Альбом містив вокальні треки з британських хітів Стюарта  «номер один» «Sailing», «I Don't Want To Talk About It» та «The First Cut is the Deepest» з новими аранжуваннями у виконанні Королівського філармонічного оркестру, а також з інших британських хітів співака 1971 року та його американських хітів «Maggie May» та «Reasons to Believe». Реліз «You're In My Heart» збігся з найбільшим в історії туром Стюарта стадіонами Великої Британії у листопаді та грудні 2019 року, який став продовженням його успішного літнього стадіонного туру. «You're In My Heart» також містив нову пісню «Stop Loving Her Today», а також новий запис «It Takes Two» за участю Роббі Вільямса. «You're in My Heart» очолив чарт альбомів Великої Британії, залишаючись на першій позиції протягом трьох тижнів і зробивши його десятим альбомом «номер один» Стюарта. У листопаді 2021 року Стюарт випустив свій 31-й студійний альбом «The Tears of Hercules». Стюарт став п'ятим британським виконавцем в історії британських чартів із 10 або більше альбомами «номер один» та золотими сертифікаціями BPI.
У 2022 році Стюарт повідомив, що роком раніше відмовився виступати в Катарі, попри пропозицію у «понад 1 мільйон доларів», пославшись на ситуацію з правами людини в цій країні.

## Особисте життя
У травні 2000 року у Стюарта діагностували рак щитовидної залози, з приводу якого того ж місяця йому зробили операцію. Раніше повідомлялося, що він страждав на доброякісний вузол голосових зв'язок. Крім серйозної загрози здоров'ю, подальша операція призвела до ускладнень щодо голосу, через що йому довелося знову вчитися співати. Відтоді він активно займається збором коштів для благодійного фонду «Місто надії», щоб знайти ліки від усіх форм раку, особливо тих, які вражають дітей. У вересні 2019 року Стюарт повідомив, що у 2017 році у нього було діагностовано рак простати, який йому вдалося вилікувати.
Перш ніж повернутися до Великої Британії із США, Стюарт грав за свою команду «LA Exiles», що складалася переважно з англійських емігрантів і кількох знаменитостей, включаючи Біллі Даффі з гурту «The Cult», у старшій футбольній лізі у Палос-Вердес, Каліфорнія.
Попри те, що його батько був прихильником шотланського футбольного клубу «Гіберніан», Стюарт став прихильником «Селтік», про що він згадував у пісні «You're in My Heart». Також Стюарт вболіває за національну збірну Шотландії і за «Манчестер Юнайтед» як за свою англійську команду. Згодом Стюарт пояснював свою любов до «Селтік» та «Манчестер Юнайтед» у книзі Френка Ворролла «Селтік Юнайтед», але більш ретельно про це він написав у своїй книзі «Род: автобіографія» 2012 року (стор. 163–164), згадуючи, що він «був прикутий до „Манчестер Юнайтед“ лише у 1970-х, але це було тому, що у 1970-х вони мали так багато великих шотландських гравців, включаючи Дениса Лоу… Коли я врешті-решт вибрав команду, це був „Селтік“». Надалі він вручав «Селтіку» трофей після того, як клуб виграв фінал Кубка шотландської ліги 2015 року.
Стюарт захоплюється моделями залізниць. У його будинку в Лос-Анджелесі він розмістив модель залізниці в масштабі HO розміром 23 × 124 фути (7,0 м × 37,8 м), створену на зразок Центральних залізниць Нью-Йорка та Пенсільванських залізниць 1940-х років. Його модель, який отримав назву «Місто трьох річок», демострувався на обкладинках журналу «Model Railroader» у випусках за грудень 2007-го, грудень 2010-го, лютий 2014-го та червень 2017 років. У статті 2007 року Стюарт казав, що для нього потрапляння в журнал залізничні моделі, мало більше значення, ніж у музичні журнали. У його моделі основна колія, довжина якої становить 900 футів (270 м), складається із 70 звитків доріжок та системи цифрового командного керування (DCC), створеної Digitrax. Стюарт має ще одну модель залізниці, але меншого розміру, у своєму будинку у Великій Британії, створеної на зразок головної залізниці східного британського узбережжя. У вигляді побічної теми до статті «Model Railroader» 2014 року Стюарт підтвердив (розповідаючи анекдот про те, як він мимоволі змішав річовину, призначену для текстурування червоних декорацій з сумішшю коліру «торф», яку він використовував фарбування цоколів будівель), що він дальтонік. В інтерв'ю журналу «Railway Modeller» у 2019 році він сказав, що це хобі викликає у нього залежність, співак зізнався, що у минулому вживав кокаїн.
Стюарт колекціонує автомобілі і володіє одним з 400 спорткарів Ferrari Enzos. 1982 року у Стюарта викрали Porsche за 50 000 доларів на бульварі Сансет в Лос-Анджелесі, коли він паркував його. Згодом автомобіль було повернуто. У березні 2022 року Стюарт та інші оточуючі особисто заклали кілька вибоїн на дорозі біля його резиденції в Ессексі, заявивши, що через це у машини швидкої допомоги лопнула шина, а його Ferrari не могло проїхати. Домінік Заріа, один із сусідів Стюарта, похвалив дії співака і сказав, що у провулці була «масивна тріщина» і вона могла бути небезпечною, коли там темно і сиро. У відповідь окружна рада попередила, що про вибоїни потрібно повідомляти, а ремонтувати їх мають професіонали, додавши, що мешканці, які виконують ремонт самостійно, «можуть нести відповідальність за будь-які неприємності, або нещасні випадки».
У вересні 2002 року сина Стюарта, Шона, було засуджено до трьох місяців тюремного ув'язнення за напад на чоловіка біля ресторану в Лос-Анджелесі. Шон Стюарт також був зобов'язаний виплатити компенсацію та пройти курси зі стримування свого гніву, вилікуватись від наркоманії та алкоголізму.
Під час новорічної церемонії вшанування 2007 року, що проводиться щорічно британським королівським домом, Роду Стюарту було присуджено звання кавалера Ордену Британської імперії (CBE), за заслуги перед музикою. Під час вручення цієї почесті у липні 2007 року у Букінгемському палаці Стюарт прокоментував: «Це чудова подія. Ми єдина країна у світі, яка вшановує простих людиней». 2016 року, на честь свого дня народження, Стюарт був посвячений у лицарі, за «заслуги перед музикою та благодійність».
У списку багатих людей «Sunday Times» за 2021 рік стан Стюарта був оцінений в 215 мільйонів фунтів стерлінгів, таким чином він вважається 12 найбагатшою людиною в британській музичній індустрії. На сьогодні Стюарт живе зі своєю дружиною в будинку Даррінгтон-хауз, що входить до списку охоронних пам'яток архітектури II категорії, вартістю 4,65 мільйонів фунтів стерлінгів, що знаходиться в Ессексі.

### Стосунки та сім'я
У Стюарта восьмеро дітей від п'яти жінок:
| Тривалість стосунків      | Партнер                | Діти                                                              | Коментарі |
| ------------------------- | ---------------------- | ----------------------------------------------------------------- | --- |
| 1963–1964                 | Сюзанна Боффі          | Сара Стрітер (дата народження 6 листопада 1963, Лондон)           | Дочку Сару виховували її прийомні батьки Джеральд і Евелін Туброн. |
| 1965–1967                 | Дженні Райленс         |                                                                   | |
| 1971–1975                 | Ді Харрінгтон          |                                                                   | |
| 1975–1977                 | Брітт Екленд           |                                                                   | 1981 року Екланд заявила, що вона розірвала стосунки зі Стюартом, тому що він їй зраджував. |
| Перше одруження 1979–1984 | Алана Стюарт           | Кімберлі Алана Стюарт (дата народження 21 серпня 1979)            | 21 серпня 2011 року дочка Кімберлі народила дочку від актора Бенісіо Дель Торо. |
| Перше одруження 1979–1984 | Алана Стюарт           | Шон Родерік Стюарт (дата народження 1 вересня 1980)               | 21 серпня 2011 року дочка Кімберлі народила дочку від актора Бенісіо Дель Торо. |
| 1983–1990                 | Келлі Емберг           | Рубі Стюарт (дата народження 17 червня 1987)                      | |
| Друге одруження 1990–2006 | Рейчел Хантер          | Рені Сесілі Стюарт (народився 1 червня 1992)                      | Стюарт і Хантер розійшлися 1999 року, розлучення оформили 2006 року. Син Ліам грав у юніорській хокейній команді «Spokane Chiefs» Західної хокейної ліги, а потім у елітній хокейній лізі за «Coventry Blaze» і «Guildford Flames», а зараз грає у професійний хокей у складі команди «Milton Keynes Lightning» Національної британської ліги. |
| Друге одруження 1990–2006 | Рейчел Хантер          | Ліам Макалістер Стюарт (дата народження 5 вересня 1994)           | Стюарт і Хантер розійшлися 1999 року, розлучення оформили 2006 року. Син Ліам грав у юніорській хокейній команді «Spokane Chiefs» Західної хокейної ліги, а потім у елітній хокейній лізі за «Coventry Blaze» і «Guildford Flames», а зараз грає у професійний хокей у складі команди «Milton Keynes Lightning» Національної британської ліги. |
| Третє одруження 2007–досі | Пенні Ланкастер-Стюарт | Елестер Воллес Стюарт (дата народження 27 листопада 2005, Лондон) | Пара почала зустрічатися 1999 року, одруження відбулося в закритому середньовічному монастирі Ла Червара в Портофіно 16 червня 2007 року, а медовий місяць проходив на борту яхти «Lady Ann Magee», пришвартованої в італійському порту Портофіно.                                                                                             |
| Третє одруження 2007–досі | Пенні Ланкастер-Стюарт | Ейден Патрік Стюарт (дата народження 16 лютого 2011)              | Пара почала зустрічатися 1999 року, одруження відбулося в закритому середньовічному монастирі Ла Червара в Портофіно 16 червня 2007 року, а медовий місяць проходив на борту яхти «Lady Ann Magee», пришвартованої в італійському порту Портофіно.                                                                                             |

Стосовно своїх розлучень Стюарт одного разу казав: «Замість того, щоб знову одружуватися, я маю намір знайти жінку, яка мені не подобається, і просто віддати їй свій будинок».
У січні 2020 року Стюарта та його 39-річного сина Шона заарештували, і співаку було пред'явлено звинувачення в умисному нападі після інциденту в одному з готелів Флориди. Він мав постати перед судом 5 лютого. У жовтні 2020 року адвокат Стюарта, Гай Фронстін, повідомив судді Августу Бонавіті, що він зв'язувався з прокуратурою і що справа може не дійти до судового розгляду. 2021 року справу було закрито, після того як Стюарт та його син визнали себе винними у звичайному завданні побоїв в рамках угоди щодо добровільного зізнання, яка не передбачала тюремного ув'язнення, випробувального терміну та штрафу.

## Оцінка творчості
Музика Стюарта охоплює такі жанри як рок, фолк, соул і ритм-енд-блюз. Він зарекомендував себе як один із найвпливовіших артистів в історії музики. Стюарт вплинув на таких виконавців як: Рік Спрингфілд, Біллі Скваєр, Kiss, Джон Мелленкемп, Кріс Робінсон, Пет Бенатар, Мелісса Етерідж, Стівен Тайлер, Simply Red, Ленні Кравіц, Oasis, Пол Каррак, Пол Янг, Роббі Вільямс, Supergrass, The Black Crowes, The Georgia Satellites, Suede, The Replacements, Heart, Бонні Тайлер, Пол Стенлі, Робін Зандер, Глорія Естефан.
Стюарт має характерний хриплуватий голос, чим завоював прихильників в усьому світі, він постійно намагається розвиватися, адаптуючи своє звучання до музичної моди різних десятилітть. Він є одним з небагатьох музикантів, які були двічі включені до Зали слави рок-н-ролу. Його Вокальний діапазон складає від До малої октави до До шостої октави.
Джеймс Браун назвав його «найвизначнішим із нині живих білих соул-співаків». Журнал «Rolling Stone» включив його до числа «100 найвизначніших співаків усіх часів», а «The New York Times» назвала його «найкращим співаком чоловічої статі у році, з палким, хрипким, жалібним тенором, який він може вимовляти зі справжньою музичністю». Американська журналістка Една Гандерсен писала: «Мало хто з зірок втілював кліше сексу, наркотиків і рок-н-ролу з більшим запалом і гарним гумором, ніж Род Стюарт, відомий такими хітами, як "Maggie May", "Reason to Believe" і "Do Ya Think I'm Sexy?" [...] Хоча він ще не взявся за дез-метал чи оперу, Стюарт з легкістю та зухвалістю мандрує різноманітними жанрами. Опанувавши рок, поп, соул і фолк на початку своєї кар'єри, він спробував себе в диско, а 2019 року випустив симфонічний альбом „You're in My Heart: Rod Stewart With the Royal Philharmonic Orchestra“, а також випустив п'ять збірок Great American Songbook, які стали бестселерами». «Ніхто не пише пісні так, як Род Стюарт, — писав критик Грейл Маркус про альбом 1972 року „Never a Dull Moment“. У його піснях, мабуть, більше прихильності, більше справді справжньої любові, ніж у решті рок-н-рольної сцени разом узятих». Стюарт став суперзіркою. 2001 року він став першим артистом, який здобув діамантову нагороду Chopard за продажі понад 100 мільйонів платівок. Він продав понад чверть мільярда платівок в усьому світі, створивши 31 сингл з топ-10 у Великій Британії та 16 синглів з топ-10 у США. Його двічі вносили до Зали слави рок-н-ролу - як сольного виконавця та як учасника гурту Faces. У грудні 1994 року його шоу в Ріо-де-Жанейро зібрало на пляжі Копакабана 3,5 мільйона шанувальників - найбільшу аудиторію безкоштовного рок-концерту в історії. За перші 24 години, коли MTV вийшов в ефір, канал показав 16 відеокліпів Стюарта. Він отримав численні міжнародні музичні нагороди, в тому числі "Греммі" за найкращий традиційний поп-альбом (його єдина перемога з 14 номінацій).

## Дискографія

### Студійні альбоми
- 1969: An Old Raincoat Won't Ever Let You Down
- 1970: Gasoline Alley
- 1971: Every Picture Tells a Story
- 1972: Never A Dull Moment
- 1974: Smiler
- 1975: Atlantic Crossing
- 1976: A Night on the Town
- 1977: Foot Loose & Fancy Free
- 1978: Blondes Have More Fun
- 1980: Foolish Behaviour
- 1981: Tonight I'm Yours
- 1983: Body Wishes
- 1984: Camouflage
- 1986: Every Beat of My Heart
- 1988: Out of Order
- 1991: Vagabond Heart
- 1995: A Spanner in the Works
- 1998: When We Were the New Boys
- 2001: Human
- 2002: It Had to Be You: The Great American Songbook
- 2003: As Time Goes By: The Great American Songbook, Volume II
- 2004: Stardust: The Great American Songbook, Volume III
- 2005: Thanks for the Memory: The Great American Songbook, Volume IV
- 2006: Still the Same... Great Rock Classics of Our Time
- 2009: Soulbook
- 2010: Once in a Blue Moon: The Lost Album
- 2010: Fly Me to the Moon... The Great American Songbook Volume V
- 2012: Merry Christmas, Baby
- 2013: Time
- 2015: Another Country
- 2018: Blood Red Roses
- 2021: The Tears of Hercules
- 2024: Swing Fever with Jools Holland

## Тури
- Foot Loose & Fancy Free Tour (1977)
- Blondes 'Ave More Fun Tour (1978—1979)
- Foolish Behaviour Tour (1980—1981)
- Worth Leavin' Home For Tour (1981—1982)
- Body Wishes Tour (1983)
- Camouflage Tour (1984—1985)
- Every Beat of My Heart Tour (1986)
- Out of Order Tour (1988—1989)
- Vagabond Heart Tour (1991—1992)
- A Night to Remember Tour (1993—1994)
- A Spanner in the Works Tour (1995—1996)
- All Rod, All Night, All the Hits Tour (1998—1999)
- Human Tour (2001)
- Live in Concert Tour (2002)
- From Maggie May to the Great American Songbook Tour (2004)
- Tour (2005)
- Rockin' in the Round Tour (2007)
- Rocks His Greatest Hits Tour (2008—2009)
- One Rockin' Night Tour (2009)
- Soulbook Tour (2010)
- Heart & Soul Tour (2011—2012) (зі Стіві Нікс)
- Live the Life Tour (2013)
- The Voice, The Guitar, The Songs Tour (2014) (з гуртом «Santana»)
- The Hits Tour (2014—2015)
- Hits Tour 2015 (2015)
- Hits Tour 2016 (2016)
- From Gasoline Alley to Another Country: Hits 2016 (2016)
- Summer Tour 2017 (з Сінді Лопер)
- Summer Tour 2018 (з Сінді Лопер)
- Blood Red Roses Tour (2019)
- Rod Stewart The Hits 2020 (2020)
- Rod Stewart The Hits (2021—)

### Концертні резиденції
- Rod Stewart: The Hits (2011—)